# Простата
Простата или кестењача (грч. prostátēs) јесте жлезда која представља део мушког репродуктивног система код свих сисара.
Код човека се налази између бешике и ректума, а окружује уретру, цев која проводи мокраћу из бешике кроз пенис. Она производи материје које улазе у састав ејакулата (сперме).

## Величина и грађа
Нормално, простата је величине и облика кестена. При рођењу, простата је велика отприлике као зрно пасуља.
Расте лагано до пубертета, када се нагло повећа, постижући своју нормалну величину и облик. 
Просечне димензије простате су: 3.5 x 4.5 x 2.5 cm, а маса нормалне простате се креће између 16 и 22 грама.
Ту величину задржава до средине четрдесетих година живота, када се поновно почне повећавати због умножавања ћелија, које се назива аденом, бенигна хиперплазија или доброћудно повећање простате. 
Састоји се од глатких мишићних ћелија и жлезданог епителног ткива, окруженог густом фиброзном капсулом.
Жлездано ткиво производи семену плазму.

## Функција
Продукти простате улазе у састав ејакулата (сперме).
У семеној течности се налазе материје које имају разна биолошка дејства: простагландини, имуноглобулини, спермин, фруктоза, лимунска киселина, разни ензими итд.
Простагландини су важни за процесе као што су ерекција, ејакулација, покретљивост сперматозоида.
Секрет простате садржи и материје које штите репродуктивне и мокраћне путеве од инфекције.
У њој се налазе многи активни састојци чија је сврха да штите сперматозоиде, одржавајући их покретнима и омогућује им преживљавање.

## Болести и поремећаји простате
Статистике су показале да од свих унутрашњих органа човека простата најчешће обољева.
- Бенигна простатична хиперплазија
- Простатитис
- Простатодинија
- Рак простате

### Бенигна простатична хиперплазија
Бенигна простатична хиперплазија или доброћудно увећање простате не носи повећан ризик од рака простате.
Разлог је што се та два развијају на различитим местима у простати.
Доброћудно повећање у унутрашњости простате, а рак на спољашњем делу ове жлезде.
Од 30. године живота код многих мушкараца долази до повећања величине простате, па разликујемо према тежини следећа увећања:
- мало (до 30 g)
- средње (30-50 g)
- велико (50-150 g)
- врло велико (преко 150 g)

Дијагноза се поставља на основу разговора са пацијентом, ултразвучног прегледа простате, дигиторекталног прегледа простате или лабораторијских анализа.

### Простатитис
Простатитис је упала простате најчешће узрокована биолошким агенсима.
Разликује се акутни и хронични простатитис.
Раније је најчешћи узрочник простатитиса био гонокок, али данас су то:
- (из мокраћних путева или црева)
- (из гнојних огњишта, чирева итд.)
- (из дисајних путева или полних органа)
- вируси (грип, мононуклеоза, паротитис)
- гљивице

### Рак простате
Карцином (рак) простате је малигно обољење простате и један је од најчешћих тумора код мушкараца поред карцинома дебелог црева и плућа.
Јавља се у доби од 45 година и надаље, док је код мушкараца млађих од 45 година реткост.